# Modaomen Shuidao
Modaomen Shuidao (kinesiska: 磨刀门水道) är en flodgren i Kina. Den ligger i provinsen Guangdong, i den södra delen av landet, omkring 100 kilometer söder om provinshuvudstaden Guangzhou.